# Olivia Bucio
Olivia Bucio (Uruapan, estado de Michoacán no México 26 de outubro de 1954) é uma atriz. Foi uma das estrelas de mais destaque do teatro musical do México nos anos 80.

## Filmografia

### Televisão
| Ano  | Título                        | Personagem                          | Notas                              |
| ---- | ----------------------------- | ----------------------------------- | ---------------------------------- |
| 1980 | Conflictos de un médico       | Isabel                              |                                    |
| 1982 | El amor nunca muere           | Gloria                              |                                    |
| 1988 | Amor en silencio              | Elena Robles                        |                                    |
| 1990 | Amor de nadie                 | Lena                                |                                    |
| 1995 | Alondra                       | Carmelina Hernández de Díaz         |                                    |
| 1996 | Sentimientos ajenos           | Eva Barrientos                      |                                    |
| 1997 | Pueblo chico, infierno grande | Eloísa Ruán de Amezcua              |                                    |
| 1998 | Ángela                        | Yolanda Rivas                       |                                    |
| 2000 | Locura de amor                | Irene Ruelas                        |                                    |
| 2001 | El manantial                  | Gertrudis Rivero                    |                                    |
| 2002 | Cómplices al rescate          | Marcela Ricca                       |                                    |
| 2003 | Amor real                     | Cantora                             |                                    |
| 2003 | Alegrijes y rebujos           | Teresa Aguayo Rosas de Garza "Tere" |                                    |
| 2004 | Rubí                          | Carla Ruiz de Cárdenas              |                                    |
| 2004 | Rubi, la descarada            | Carla de Cárdenas                   | Spin-off da telenovela homônima    |
| 2005 | Alborada                      | Asunción Díaz Montero de Escobar    |                                    |
| 2007 | Destilando amor               | Fedra Iturbe de Montalvo            |                                    |
| 2007 | Sexo y otros secretos         | Actress                             | Episódio: "Date cuenta"            |
| 2008 | En nombre del amor            | Diana Gudelia Noriega de Sáenz      |                                    |
| 2009 | Mujeres asesinas              | Elsa                                | Episódio: "Cecilia, prohibida"     |
| 2010 | Cuando me enamoro             | Inés Fonseca de Del Valle           |                                    |
| 2011 | El encanto del águila         | Carmen Alatriste                    | Episódio: "Los Mártires de Puebla" |
| 2012 | Amor bravío                   | Agustina Santos Vda de Monterde     |                                    |
| 2013 | Quiero amarte                 | Dolores Morales Vda. de Valdez      |                                    |
| 2013 | Cásate conmigo, mi amor       | Mãe do Hector                       | Participação especial              |
| 2014 | Hasta el fin del mundo        | Greta Bandy Vda. de Ripoll          |                                    |
| 2016 | Tres veces Ana                | Nerina Lazcano Vda. De Padilla      |                                    |
| 2017 | Mi marido tiene familia       | Catalina Rivera de Aguillar         |                                    |
| 2017 | Sin tu mirada                 | Encarnación Escárcega Vda. de Bazán |                                    |
| 2018 | Mi marido tiene más familia   | Catalina Rivera de Aguillar         |                                    |
| 2020 | Quererlo todo                 | Dalia Coronel de Santos             |                                    |

## Teatro
- Aplauso (2016) - Karen Richards[1]
- Hasta el fin del mundo, cantaré (2015)[2]
- Cats (2013) - Grizabella / Agilorum
- La novicia rebelde (2009) - Madre Superiora
- Sor-presas (2008)
- Cabaret (2004)
- La casa de Bernarda Alba (2002)
- Mi bella dama (2001)
- El hombre de La Mancha (2000)
- El fantasma de la ópera (1999)
- Cats (1993)
- Anita la huerfanita (1991) - Miss Lucy
- Calle 42 (1990)
- Yo y mi chica (1987-1989)
- A Chorus Line (1982) Cassie
- Peter Pan, el niño que no quería ser grande (1981)
- Can can (1979)
- Un gran final (1978)
- Sugar (1975)[3]

## Prêmios e Indicações
| Ano  | Festival                                                      | Categoria                            | Nomeações                   | Resultado |
| ---- | ------------------------------------------------------------- | ------------------------------------ | --------------------------- | --------- |
| 2002 | Prêmio TVyNovelas                                             | Troféu Sylvia Derbez de Melhor Atriz | El manantial                | Venceu    |
| 2003 | Prêmio El Heraldo de México                                   | Melhor Atriz                         | Mi bella dama               | Venceu    |
| 2009 | Prêmios de la Asociación de Cronistas y Periodistas Teatrales | Melhor Atuação Feminina em Musical   | La novicia rebelde          | Venceu    |
| 2012 | Prêmio TV Adicto Golden Awards                                | Melhor Atriz Coadjuvante             | Amor bravío                 | Venceu    |
| 2018 | Prêmio TVyNovelas                                             | Melhor Atriz Coadjuvante             | Mi marido tiene familia     | Indicada  |
| 2019 | Prêmio TVyNovelas                                             | Melhor Primeira Atriz                | Mi marido tiene más familia | Indicada  |

## Ligações Externas
- Olivia Bucio. no IMDb.